# 阿波罗·恩西班比

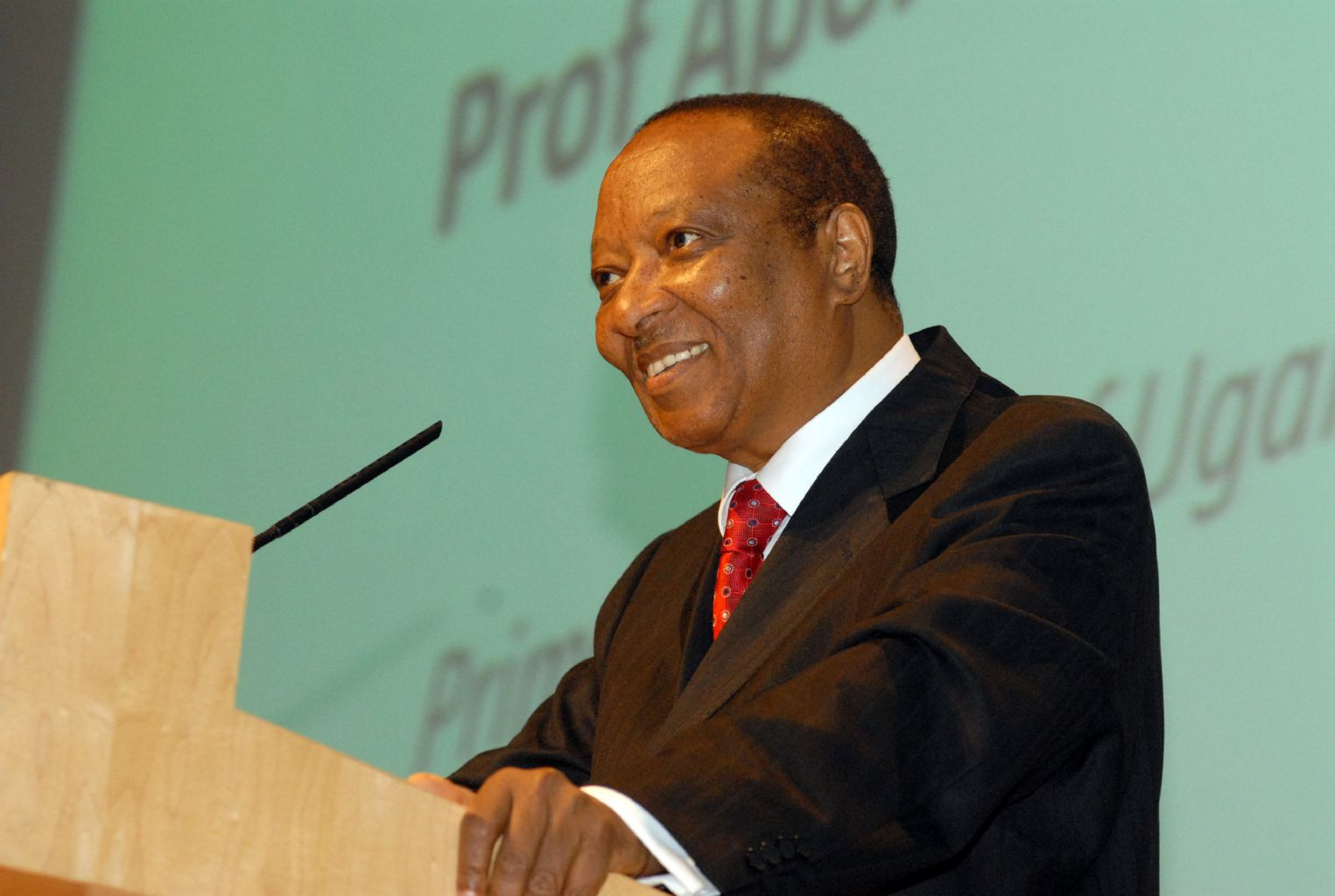
阿波罗·恩西班比

阿波罗·罗宾·恩西班比（1938年11月27日—2019年5月28日），乌干达政治家，1999年4月5日起任乌干达总理。他在1998年5月至1999年4月间任教育部长，1996年至1998年间任公职部长。恩西班比从政之前是马凯雷雷大学社会研究学院院长。